# Andrea Giovannini
Andrea Giovannini (Trento, 27 de agosto de 1993) es un deportista italiano que compite en patinaje de velocidad sobre hielo.
Ganó cuatro medallas en el Campeonato Mundial de Patinaje de Velocidad sobre Hielo en Distancia Individual entre los años 2023 y 2025, y tres medallas en el Campeonato Europeo de Patinaje de Velocidad sobre Hielo en Distancia Individual entre los años 2018 y 2024.
Participó en tres Juegos Olímpicos de Invierno, entre los años 2014 y 2022, ocupando el sexto lugar en Pyeongchang 2018 y el séptimo en Pekín 2022, en la prueba de persecución por equipos.

## Palmarés internacional
| Campeonato Mundial en Distancia Individual | Campeonato Mundial en Distancia Individual | Campeonato Mundial en Distancia Individual | Campeonato Mundial en Distancia Individual |
| Año                                        | Lugar                                      | Medalla                                    | Prueba                                     |
| ------------------------------------------ | ------------------------------------------ | ------------------------------------------ | ------------------------------------------ |
| 2023                                       | Heerenveen (Países Bajos)                  | Medalla de bronce                          | Salida en grupo                            |
| 2024                                       | Calgary (Canadá)                           | Medalla de oro                             | Persecución por equipos                    |
| 2025                                       | Hamar (Noruega)                            | Medalla de oro                             | Salida en grupo                            |
| 2025                                       | Hamar (Noruega)                            | Medalla de plata                           | Persecución por equipos                    |
| Campeonato Europeo en Distancia Individual |                                            |                                            |                                            |
| Año                                        | Lugar                                      | Medalla                                    | Prueba                                     |
| 2018                                       | Kolomna (Rusia)                            | Medalla de plata                           | Salida en grupo                            |
| 2022                                       | Heerenveen (Países Bajos)                  | Medalla de bronce                          | Persecución por equipos                    |
| 2024                                       | Heerenveen (Países Bajos)                  | Medalla de plata                           | Persecución por equipos                    |